# A Ronda do Amor
A Ronda do Amor  (em francês:  La ronde) é um filme franco-italiano de 1964 dirigido por Roger Vadim, baseado na peça Reigen, de Arthur Schnitzler.

## Elenco
- Jane Fonda
- Denise Benoît
- Francine Bergé
- Jean-Claude Brialy
- Anne-Marie Coffinet
- Dani
- Alice Cocéa
- Marie Dubois
- Claude Giraud
- Dany Jacquet
- Anna Karina
- Maurice Ronet